# Delta Force: Xtreme 2
Delta Force: Xtreme 2 (Abreviado como DFX2) es un videojuego perteneciente al género de disparos en primera persona desarrollado por la empresa NovaLogic en el año 2009. 
Es la secuela del Título anterior de NovaLogic Delta Force: Xtreme, que fue lanzado en abril del año 2005. 

## Características
El juego fue lanzado oficialmente el 2 de junio de 2009 en América del Norte, y está disponible en todo el mundo a través de descarga digital a través de numerosos sitios incluyendo la tienda NovaWorld, el 19 de junio el juego está disponible para su descarga a través de Steam. DFX2 centra en un rápido e intenso videojuego de disparos en primera persona militar. Es compatible con la conocida obra de infantería estilo Delta Force, y se integra en la acción rápida vehículo de combate de operaciones conjuntas. DFX2 es similar al estilo de juego de los títulos más viejos 'y será una versión más "completa" de Delta Force Xtreme, junto con el contenido fresco, mejores armas y balanceo de vehículos, la mejora de las redes y trampas protección. DFX2 no utiliza motor Salto Angel '. DFX2 ha añadido características multijugador, como emblemas de escuadrones en el juego de personajes y vehículos, y la posibilidad de reaparecer en los vehículos de compañeros de equipo. DFX2 viene con el editor de misiones MED y un gran número de terrenos y activos para que los jugadores crear su propio campo de batalla y la sede de ellos en línea. El juego también funciona con la versión beta del editor NILE - aunque no con apoyo oficial. 
DFX2 campaña para un jugador tiene 10 misiones. Trama se centra en torno a la captura del traficante de armas.

## Beta
Un modo beta libre estaba disponible al público para DFX2. La versión beta se publicó primero en Gold Members en NovaWorld 2, pero más tarde puede tomarlo cualquier persona y juego. Además, los jugadores pudieron probar jugador y multijugador contenido único. La Beta se ha cerrado ya que el juego es a partir de ahora en libertad.

## Recepción
Lanzado como un título presupuestario, Delta Force: Xtreme 2 ha recibido críticas generalmente desfavorables que apuntan principalmente a su motor gráfico mediocre y modo de juego repetitivo compensada sólo en parte por su multijugador.